# Iveco Bus
Iveco Bus (precedentemente Irisbus) è un'azienda di diritto italiano, divisione aziendale, che produce autobus e filobus. Nata nel 1999 dalla fusione delle divisioni autobus di Renault e Iveco come Irisbus, la società divenne prima parte del gruppo Iveco e, nel 2013, parte del gruppo CNH Industrial, che ne predispose la denominazione in Iveco Bus e la trasformò in divisione aziendale della stessa Iveco. Ha sede legale a Torino e sede operativa a Lione, mentre i principali impianti si trovano ad Annonay, Suzzara, Vysoké Mýto e Rorthais, frazione del comune di Mauléon. Dal 2022 è parte del Iveco Group N.V.

## Storia
La società nacque nel 1999 come Irisbus dalla fusione tra la divisione autobus di Renault e quella di Iveco, a cui si aggiunse la Ikarus, azienda ungherese acquisita nello stesso anno. Inizialmente la società fu controllata pariteticamente da Renault Véhicules Industriels e Iveco. La produzione consistette principalmente in vecchi modelli sviluppati da Iveco, tra cui l'EuroClass e il CityClass, e Renault, come ad esempio l'Agora e l'Ares a cui si aggiunse l'Europolis, sviluppato dalla Cacciamali.
Nel 2001 la società passò interamente ad Iveco che nel 2006 cedette i diritti di produzione della Ikarus, dissoltasi nel 2003, alla Műszertechnika acquisendo la proprietà di Heuliez e Karosa, che nel 2007 fu trasformata in Iveco Czech Republic.
Il 31 luglio 2011 viene chiuso lo stabilimento di Zona Franca a Barcellona che produceva gli autobus Irisbus e occupava circa 100 dipendenti.
Il 14 settembre 2011 Fiat Industrial annuncia la chiusura dello stabilimento italiano di Valle dell'Ufita in Campania a causa di una drastica riduzione nella produzione, predisponendo lo spostamento delle attività nel sito francese di Annonay.
Il 25 febbraio 2020 Iveco e Otokar firmano un accordo per la produzione congiunta di autobus nello stabilimento di Sakarya in Turchia da vendere in Europa, Medio Oriente e Africa.
Da tale accordo nasce l’Iveco Bus Streetway presentato nel settembre 2021 basato sul telaio dell’Urbanway e con motori Iveco Cursor 9. Questo modello affianca l’Urbanway senza sostituirlo.
Nel marzo 2022 nello stabilimento di Vysoké Mýto viene prodotto l’autobus numero 150 mila.
Il 18 aprile 2023 viene inaugurata la nuova area nello stabilimento di Foggia per l’assemblaggio di pullman e bus. L’investimento per l’allestimento della linea di produzione ammonta a circa 40 milioni di euro e beneficia dei fondi messi a disposizione dal PNRR. Lo stabilimento ha una capacità a regime di 1000 bus all’anno. I primi modelli ad essere assemblati e finiti saranno i bus E-Way e Crossway.

## Loghi

Logo di Irisbus tra il 1999 e il 2013
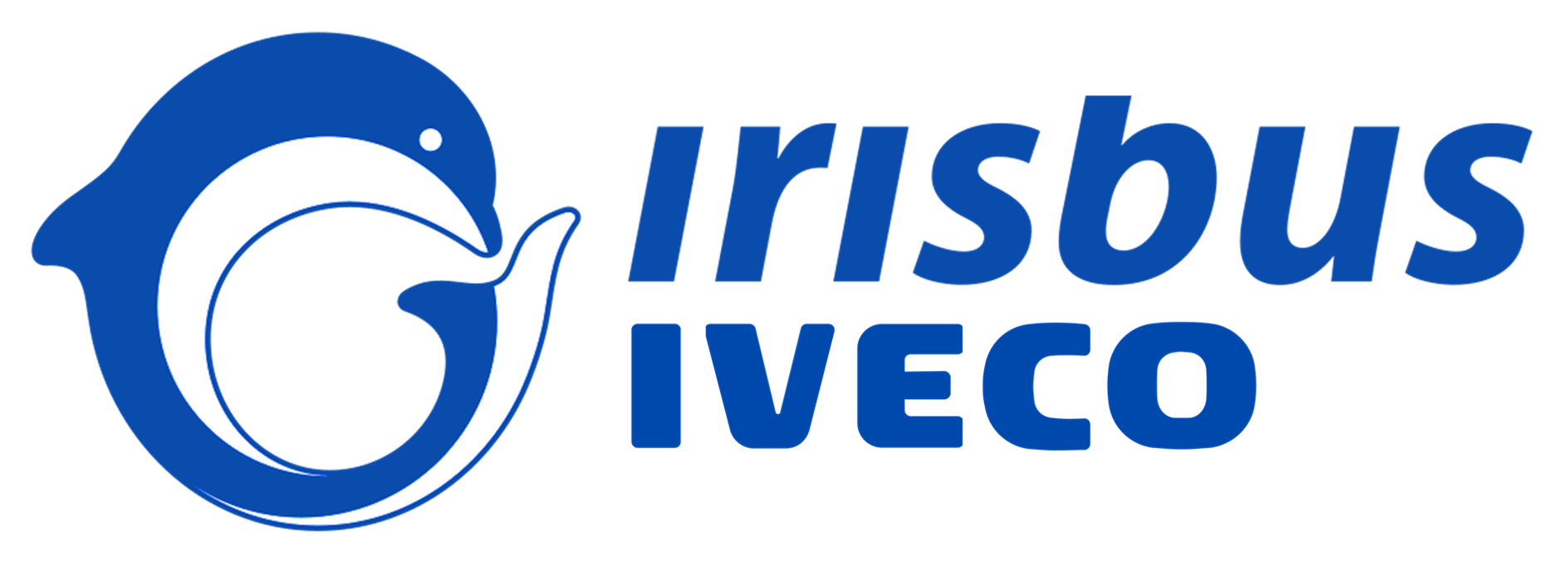
Logo dal 2013 al 2022

## Produzione

### Minibus
- Iveco Bus EcoDaily

#### Urbani

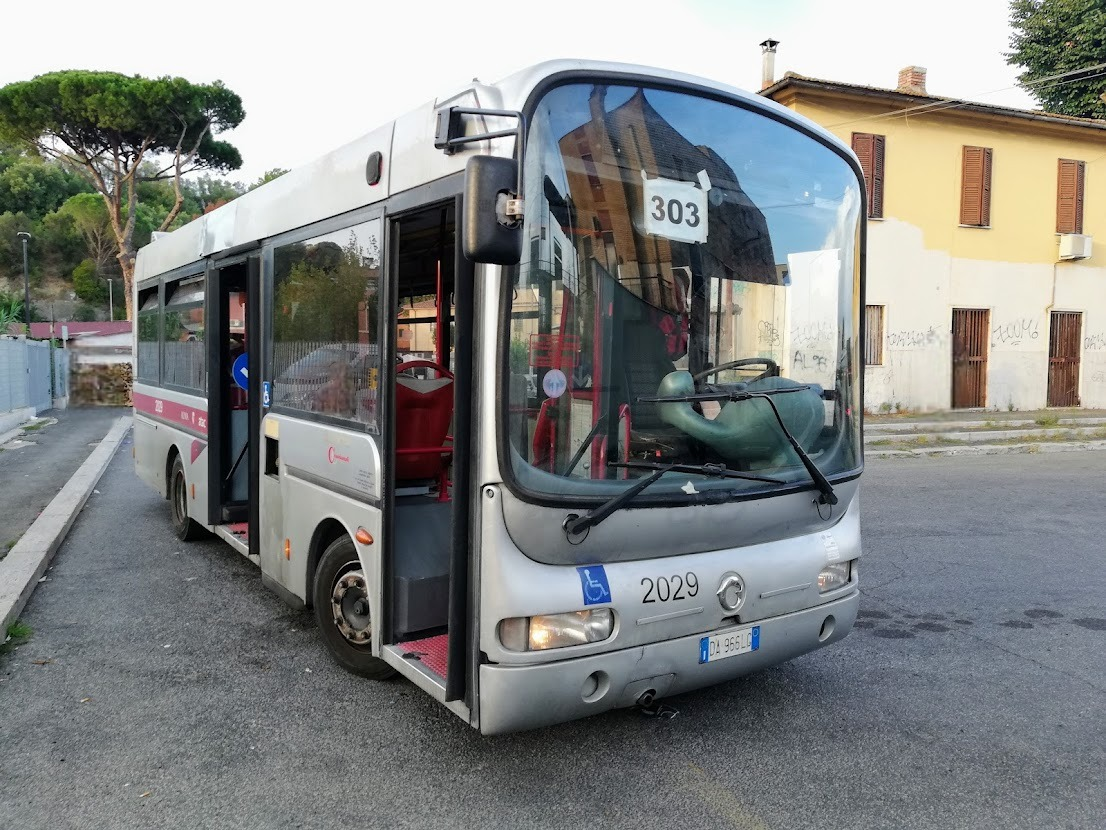
Irisbus Europolis di ATAC a Roma

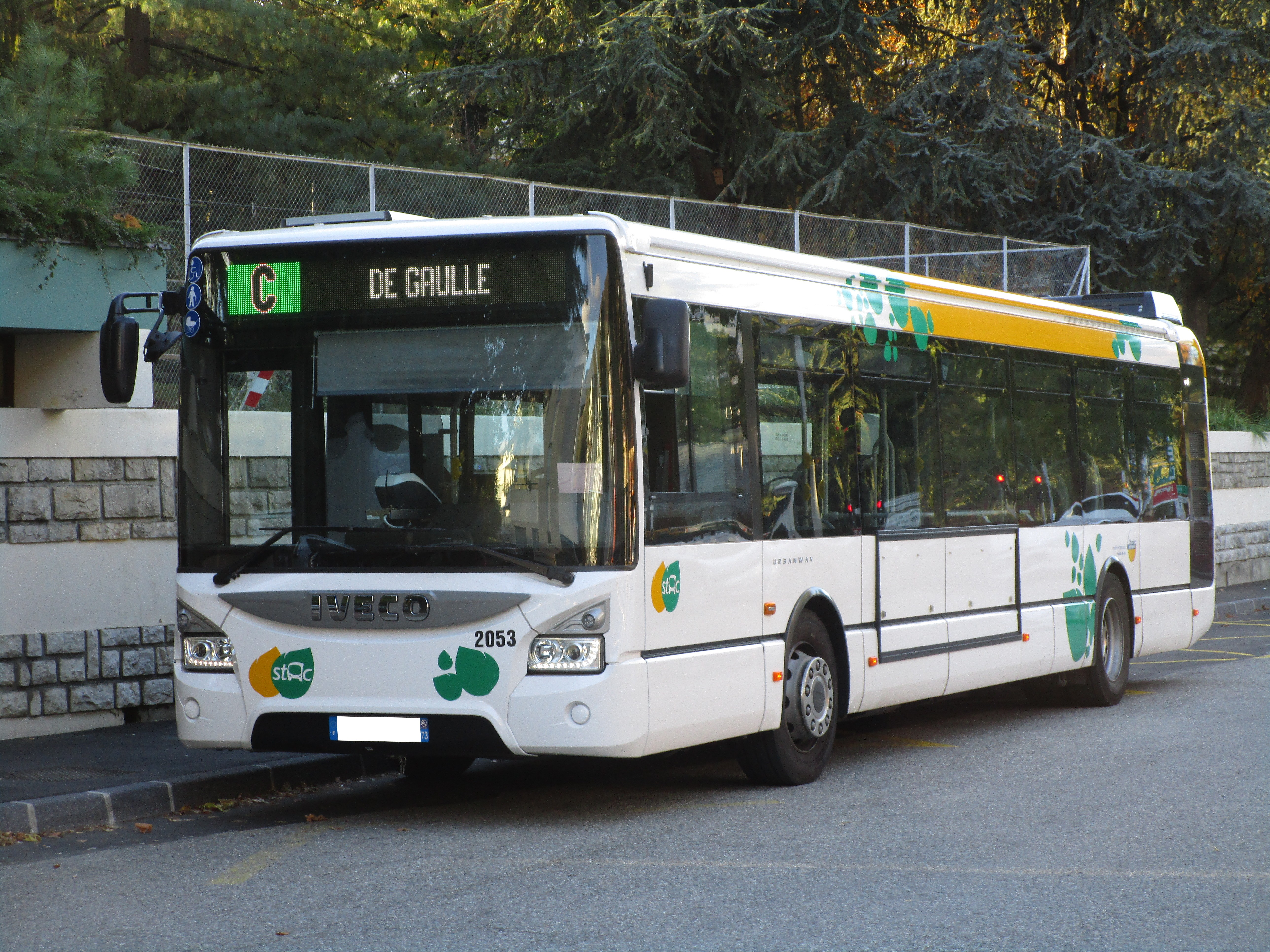
Iveco Urbanway da 12 metri a Challes-les-Eaux in Francia.

- Iveco Bus Urbanway (dal 2013)
- Iveco Bus E-Way (dal 2021)
- Iveco Bus Streetway (dal 2021)

#### Interurbani

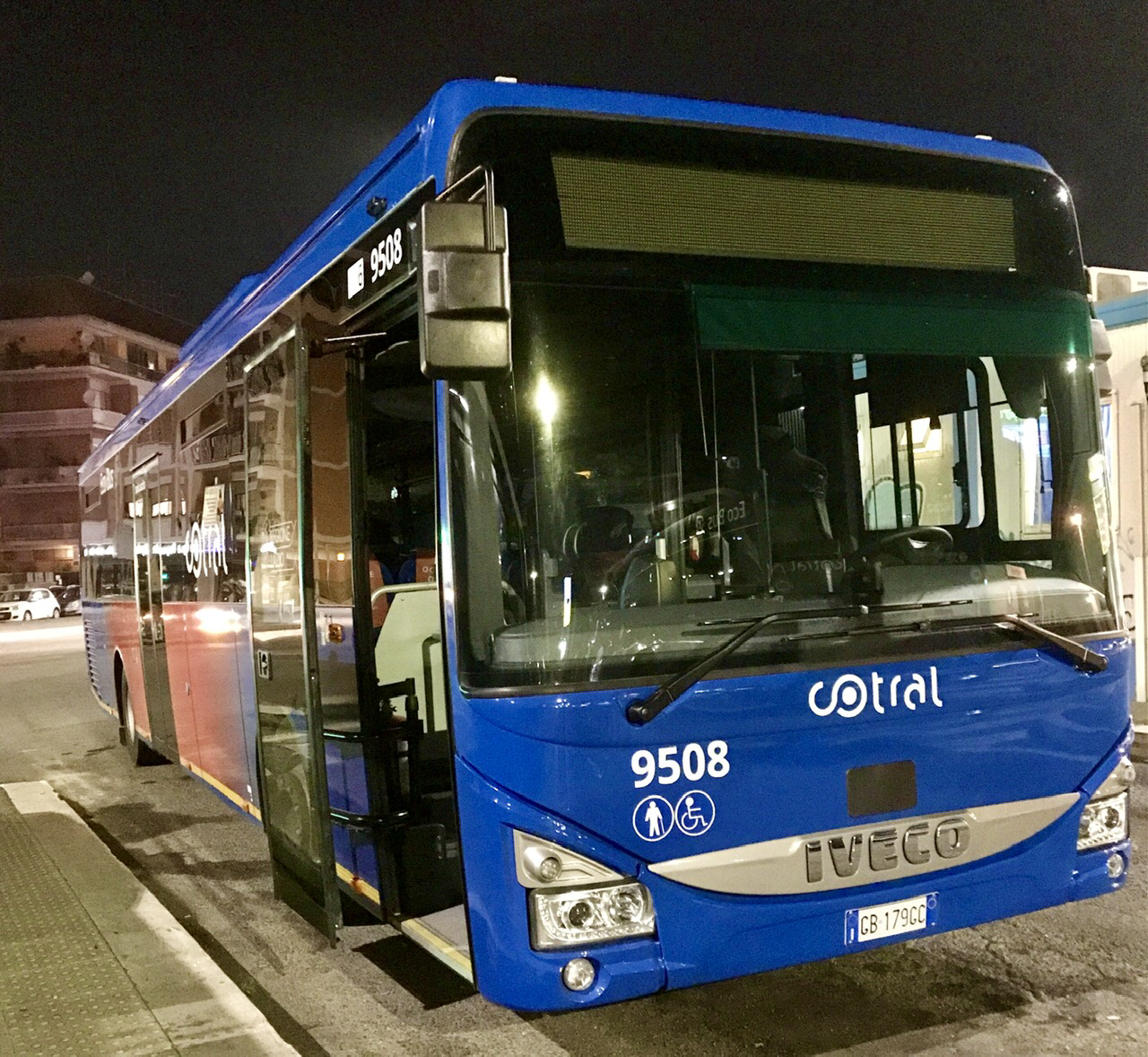
Un Iveco Bus Crossway LE di Cotral

- Iveco Bus Crossway (dal 2013)

### Gran Turismo
- Iveco Bus Evadys (dal 2016)

### Filobus
- Iveco Bus Crealis Neo (dal 2008)

## Vecchi modelli

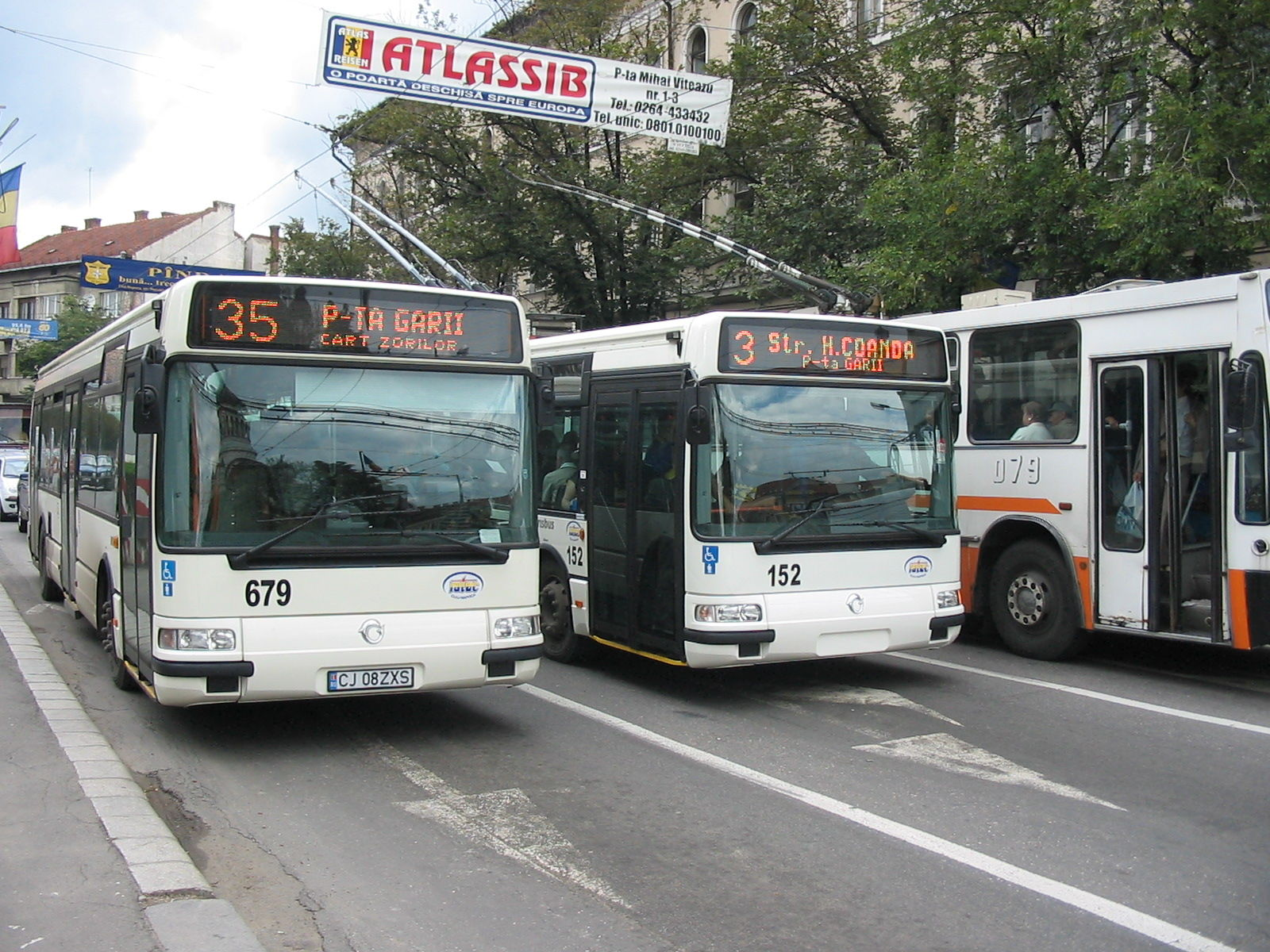
Autobus e filobus Irisbus Agora a Cluj-Napoca in Romania.

### Autobus
- Irisbus Agora (1999-2006)
- Irisbus Ares (1999-2006)
- Irisbus Arway (2006-2013)
- Irisbus Axer (2001-2007)
- Irisbus Citelis (2005-2013)
- Irisbus CityClass (1999-2008)
- Irisbus EuroClass (1999-2007)
- Irisbus EuroRider (1995-2006)
- Irisbus Hynovis (?-2012)
- Irisbus MyWay (1999-2007)
- Irisbus Proway (?-2013)
- Irisbus Récréo (1999-2007)

### Gran Turismo
- Irisbus Domino (1998-2011)
- Irisbus Evadys (2005-2013)
- Irisbus Flipper (?-?)
- Irisbus Iliade (1999-2006)
- Irisbus Midway (?-?)
- Irisbus Proxys (?-2013)
- Iveco Bus Magelys (2007-2019)

### Minibus
- Irisbus Europolis (1999-2010)

### Filobus
- Irisbus Civis (2004-2010)
- Irisbus Cristalis (2004-2011)

## Principali stabilimenti
Lista dei soli principali stabilimenti di allestimento (esclusa produzione di componentistica, motori e parti meccaniche e di telaio: prodotti negli altri stabilimenti del gruppo Iveco).
- Italia: Suzzara
- Repubblica Ceca: Vysoké Mýto
- Francia: Annonay e Rorthais